# Robert Gumny
Robert Krzysztof Gumny (Poznań, 4 giugno 1998) è un calciatore polacco, difensore dell'Augusta.
Nel 2019 è stato inserito dalla UEFA nella lista dei migliori talenti da osservare.

## Caratteristiche tecniche
È un terzino destro, dalle spiccate doti offensive. All’occorrenza è stato schierato anche come terzino sinistro. Predilige le giocate semplici, ed è dotato di una buona visione di gioco.

## Carriera

### Club

#### Inizi
Cresciuto nel settore giovanile del Lech Poznań, ha esordito in prima squadra il 19 marzo 2016 in occasione dell'incontro di Ekstraklasa perso 2-0 contro il Legia Varsavia. Durante la stagione 2016-2017, nel mercato invernale, viene ceduto al Podbeskidzie, con il quale disputa quattordici partite, segnando anche due gol (suo attuale record personale).
Nella stagione 2017-2018 torna alla base, e complice la cessione alla Dinamo Kiev di Tomasz Kędziora, diventa titolare sulla fascia destra, disputando delle ottime prestazioni. Durante la stessa stagione, il 29º giugno 2017, esordisce nei preliminari di Europa League, giocando novanta minuti contro i macedoni del Pelister Bitola. Al termine del campionato, è costretto ad operarsi ad un ginocchio.
Nella stagione 2018-2019, complice l'infortunio, salta la prima parte di campionato, tornando titolare nella gara del 4º novembre contro il Lechia Danzica. Il 16 dicembre 2018, in occasione della partita contro lo Zagłębie Sosnowiec vinta per sei a zero, realizza il suo primo gol in Ekstraklasa.
Nella stagione 2019-2020 torna inizialmente a giocare titolare con regolarità, ma nel match contro il Piast Gliwice si infortuna nuovamente al ginocchio. La stagione sembra finita, ma a causa della pandemia di Coronavirus, con gli spostamenti dei campionati, riesce a recuperare per le gare di inizio giugno, disputando tredici minuti contro il Pogon Szczecin. Torna titolare il 24º giugno in occasione della seconda gara valevole per i Play-Off Scudetto del campionato, ancora una volta contro il Pogon Szczecin.
Nella stagione 2020-2021, in occasione del match casalingo contro il Wisła Płock indossa per la prima volta la fascia da capitano dei kolejorz, in quella che si rivelerà poi essere la sua ultima partita con il Lech.

#### Augsburg
Il 2 settembre 2020 viene ceduto all'Augusta.

### Nazionale
Il 1º settembre 2017 ha esordito con la Nazionale Under-21 polacca disputando il match di qualificazione per gli Europei Under-21 2019 vinto 3-0 contro la Georgia.
Viene convocato per gli Europei Under-21 2019, tenutisi in Italia e San Marino, dove gioca titolare nella terza giornata della fase a gironi contro i pari età della Spagna.
L'11 marzo 2019 viene convocato dal CT della nazionale Jerzy Brzęczek nella Rappresentativa maggiore, senza tuttavia debuttare.
Esordisce l'11 novembre 2020, in occasione della gara amichevole, vinta per 2-0 contro l'Ucraina.
Nel novembre del 2022, viene incluso dal CT Czesław Michniewicz nella rosa polacca partecipante ai Mondiali di calcio in Qatar.

## Statistiche

### Presenze e reti nei club
Statistiche aggiornate al 17 aprile 2024.
| Stagione              | Squadra               | Campionato            | Campionato | Campionato | Coppe nazionali | Coppe nazionali | Coppe nazionali | Coppe continentali | Coppe continentali | Coppe continentali | Altre coppe | Altre coppe | Altre coppe | Totale | Totale |
| Stagione              | Squadra               | Comp                  | Pres       | Reti       | Comp            | Pres            | Reti            | Comp               | Pres               | Reti               | Comp        | Pres        | Reti        | Pres   | Reti   |
| --------------------- | --------------------- | --------------------- | ---------- | ---------- | --------------- | --------------- | --------------- | ------------------ | ------------------ | ------------------ | ----------- | ----------- | ----------- | ------ | ------ |
| 2015-2016             | Lech Poznań           | E                     | 4          | 0          | PP              | 1               | 0               | UCL+UEL            | -                  | -                  | SP          | -           | -           | 5      | 0      |
| 2016- feb. 2017       | Lech Poznań           | E                     | 6          | 0          | PP              | 1               | 0               | -                  | -                  | -                  | SP          | 1           | 0           | 8      | 0      |
| 2016- feb. 2017       | Lech Poznań II        | 3L                    | 5          | 0          | -               | -               | -               | -                  | -                  | -                  | -           | -           | -           | 5      | 0      |
| mar.- giu. 2017       | Podbeskidzie          | 1L                    | 14         | 2          | PP              | 0               | 0               | -                  | -                  | -                  | -           | -           | -           | 14     | 2      |
| 2017-2018             | Lech Poznań           | E                     | 33         | 0          | PP              | 0               | 0               | UEL                | 5                  | 0                  | -           | -           | -           | 38     | 0      |
| 2018-2019             | Lech Poznań           | E                     | 19         | 1          | PP              | 1               | 0               | UEL                | -                  | -                  | -           | -           | -           | 20     | 1      |
| 2019-2020             | Lech Poznań           | E                     | 21         | 1          | PP              | 2               | 0               | -                  | -                  | -                  | -           | -           | -           | 23     | 1      |
| ago.-set. 2020        | Lech Poznań           | E                     | 1          | 0          | PP              | 1               | 0               | UEL                | 1                  | 0                  | -           | -           | -           | 3      | 0      |
| Totale Lech Poznan    | Totale Lech Poznan    | Totale Lech Poznan    | 84         | 2          |                 | 6               | 0               |                    | 6                  | 0                  |             | 1           | 0           | 97     | 2      |
| 2018-2019             | Lech Poznań II        | 3L                    | 1          | 0          | -               | -               | -               | -                  | -                  | -                  | -           | -           | -           | 1      | 0      |
| 2019-2020             | Lech Poznań II        | 2L                    | 1          | 0          | -               | -               | -               | -                  | -                  | -                  | -           | -           | -           | 1      | 0      |
| Totale Lech Poznan II | Totale Lech Poznan II | Totale Lech Poznan II | 7          | 0          |                 | 0               | 0               |                    | 0                  | 0                  |             | 0           | 0           | 7      | 0      |
| set. 2020-2021        | Augusta               | BL                    | 24         | 1          | CG              | 2               | 0               | -                  | -                  | -                  | -           | -           | -           | 26     | 1      |
| 2021-2022             | Augusta               | BL                    | 28         | 0          | CG              | 2               | 0               | -                  | -                  | -                  | -           | -           | -           | 30     | 0      |
| 2022-2023             | Augusta               | BL                    | 17         | 1          | CG              | 1               | 0               | -                  | -                  | -                  | -           | -           | -           | 18     | 1      |
| 2023-2024             | Augusta               | BL                    | 13         | 0          | CG              | 0               | 0               | -                  | -                  | -                  | -           | -           | -           | 13     | -0     |
| Totale Augusta        | Totale Augusta        | Totale Augusta        | 82         | 2          |                 | 5               | 0               |                    | -                  | -                  |             | -           | -           | 87     | 2      |
| Totale carriera       | Totale carriera       | Totale carriera       | 187        | 6          |                 | 11              | 0               |                    | 6                  | 0                  |             | 1           | 0           | 205    | 6      |

### Cronologia presenze e reti in nazionale
| Cronologia completa delle presenze e delle reti in nazionale ― Polonia | Cronologia completa delle presenze e delle reti in nazionale ― Polonia | Cronologia completa delle presenze e delle reti in nazionale ― Polonia | Cronologia completa delle presenze e delle reti in nazionale ― Polonia | Cronologia completa delle presenze e delle reti in nazionale ― Polonia | Cronologia completa delle presenze e delle reti in nazionale ― Polonia | Cronologia completa delle presenze e delle reti in nazionale ― Polonia | Cronologia completa delle presenze e delle reti in nazionale ― Polonia |
| Data                                                                   | Città                                                                  | In casa                                                                | Risultato                                                              | Ospiti                                                                 | Competizione                                                           | Reti                                                                   | Note                                                                   |
| ---------------------------------------------------------------------- | ---------------------------------------------------------------------- | ---------------------------------------------------------------------- | ---------------------------------------------------------------------- | ---------------------------------------------------------------------- | ---------------------------------------------------------------------- | ---------------------------------------------------------------------- | ---------------------------------------------------------------------- |
| 11-11-2020                                                             | Chorzów                                                                | Polonia                                                                | 2 – 0                                                                  | Ucraina                                                                | Amichevole                                                             | -                                                                      | 78’                                                                    |
| 9-10-2021                                                              | Varsavia                                                               | Polonia                                                                | 5 – 0                                                                  | San Marino                                                             | Qual. Mondiali 2022                                                    | -                                                                      |                                                                        |
| 8-6-2022                                                               | Bruxelles                                                              | Belgio                                                                 | 6 – 1                                                                  | Polonia                                                                | UEFA Nations League 2022-2023 - 1º turno                               | -                                                                      |                                                                        |
| 25-9-2022                                                              | Cardiff                                                                | Galles                                                                 | 0 – 1                                                                  | Polonia                                                                | UEFA Nations League 2022-2023 - 1º turno                               | -                                                                      | 90’                                                                    |
| 16-11-2022                                                             | Varsavia                                                               | Polonia                                                                | 1 – 0                                                                  | Cile                                                                   | Amichevole                                                             | -                                                                      |                                                                        |
| 24-3-2023                                                              | Praga                                                                  | Rep. Ceca                                                              | 3 – 1                                                                  | Polonia                                                                | Qual. Euro 2024                                                        | -                                                                      | 9’                                                                     |
| Totale                                                                 |                                                                        | Presenze                                                               | 6                                                                      |                                                                        | Reti                                                                   | 0                                                                      |                                                                        |

| Cronologia completa delle presenze e delle reti in nazionale ― Polonia under 21 | Cronologia completa delle presenze e delle reti in nazionale ― Polonia under 21 | Cronologia completa delle presenze e delle reti in nazionale ― Polonia under 21 | Cronologia completa delle presenze e delle reti in nazionale ― Polonia under 21 | Cronologia completa delle presenze e delle reti in nazionale ― Polonia under 21 | Cronologia completa delle presenze e delle reti in nazionale ― Polonia under 21 | Cronologia completa delle presenze e delle reti in nazionale ― Polonia under 21 | Cronologia completa delle presenze e delle reti in nazionale ― Polonia under 21 |
| Data                                                                            | Città                                                                           | In casa                                                                         | Risultato                                                                       | Ospiti                                                                          | Competizione                                                                    | Reti                                                                            | Note                                                                            |
| ------------------------------------------------------------------------------- | ------------------------------------------------------------------------------- | ------------------------------------------------------------------------------- | ------------------------------------------------------------------------------- | ------------------------------------------------------------------------------- | ------------------------------------------------------------------------------- | ------------------------------------------------------------------------------- | ------------------------------------------------------------------------------- |
| 1-9-2017                                                                        | Gori                                                                            | Georgia under 21                                                                | 0 – 3                                                                           | Polonia under 21                                                                | Qual. Europeo Under-21 2019                                                     | -                                                                               |                                                                                 |
| 6-10-2017                                                                       | -                                                                               | Polonia under 21                                                                | 3 – 3                                                                           | Finlandia under 21                                                              | Qual. Europeo Under-21 2019                                                     | -                                                                               |                                                                                 |
| 10-10-2017                                                                      | Gargždai                                                                        | Lituania under 21                                                               | 0 – 2                                                                           | Polonia under 21                                                                | Qual. Europeo Under-21 2019                                                     | -                                                                               |                                                                                 |
| 10-11-2017                                                                      | Tórshavn                                                                        | Fær Øer under 21                                                                | 2 – 2                                                                           | Polonia under 21                                                                | Qual. Europeo Under-21 2019                                                     | -                                                                               |                                                                                 |
| 14-11-2017                                                                      | Gdynia                                                                          | Polonia under 21                                                                | 3 – 1                                                                           | Danimarca under 21                                                              | Qual. Europeo Under-21 2019                                                     | -                                                                               |                                                                                 |
| 16-11-2018                                                                      | Zabrze                                                                          | Polonia under 21                                                                | 0 – 1                                                                           | Portogallo under 21                                                             | Qual. Europeo Under-21 2019                                                     | -                                                                               | 57’                                                                             |
| 20-11-2018                                                                      | Chaves                                                                          | Portogallo under 21                                                             | 1 – 3                                                                           | Polonia under 21                                                                | Qual. Europeo Under-21 2019                                                     | -                                                                               |                                                                                 |
| 26-3-2019                                                                       | Grodzisk Wielkopolski                                                           | Polonia under 21                                                                | 0 – 2                                                                           | Serbia under 21                                                                 | Amichevole                                                                      | -                                                                               | 46’                                                                             |
| 22-6-2019                                                                       | Bologna                                                                         | Spagna under 21                                                                 | 5 – 0                                                                           | Polonia under 21                                                                | Europeo Under-21 2019 - 1º turno                                                | -                                                                               |                                                                                 |
| 11-10-2019                                                                      | Ekaterinburg                                                                    | Russia under 21                                                                 | 2 – 2                                                                           | Polonia under 21                                                                | Qual. Europeo Under-21 2021                                                     | -                                                                               |                                                                                 |
| 15-10-2019                                                                      | -                                                                               | Polonia under 21                                                                | 1 – 0                                                                           | Serbia under 21                                                                 | Qual. Europeo Under-21 2021                                                     | -                                                                               | 57’                                                                             |
| 15-11-2019                                                                      | Sofia                                                                           | Bulgaria under 21                                                               | 3 – 0                                                                           | Polonia under 21                                                                | Qual. Europeo Under-21 2021                                                     | -                                                                               |                                                                                 |
| 18-11-2019                                                                      | -                                                                               | Montenegro under 21                                                             | 1 – 0                                                                           | Polonia under 21                                                                | Amichevole                                                                      | -                                                                               | 46’                                                                             |
| 4-9-2020                                                                        | Pärnu                                                                           | Estonia under 21                                                                | 0 – 6                                                                           | Polonia under 21                                                                | Qual. Europeo Under-21 2021                                                     | 1                                                                               | cap.                                                                            |
| 8-9-2020                                                                        | -                                                                               | Polonia under 21                                                                | 1 – 0                                                                           | Russia under 21                                                                 | Qual. Europeo Under-21 2021                                                     | -                                                                               | cap. 72’                                                                        |
| 9-10-2020                                                                       | -                                                                               | Serbia under 21                                                                 | 1 – 0                                                                           | Polonia under 21                                                                | Qual. Europeo Under-21 2021                                                     | -                                                                               | 55’                                                                             |
| 17-11-2020                                                                      | -                                                                               | Polonia under 21                                                                | 3 – 1                                                                           | Lettonia under 21                                                               | Qual. Europeo Under-21 2021                                                     | -                                                                               |                                                                                 |
| Totale                                                                          |                                                                                 | Presenze                                                                        | 17                                                                              |                                                                                 | Reti                                                                            | 1                                                                               |                                                                                 |

## Palmarès

### Club

#### Competizioni nazionali
- Supercoppa di Polonia: 1

Lech Poznan: 2016